# Маркеталия
Маркеталия (исп. Marquetalia) — город и муниципалитет в центральной части Колумбии, на территории департамента Кальдас. Входит в состав Верхне-Восточного субрегиона.

## История
Поселение, из которого позднее вырос город, было основано в 1903 году. Муниципалитет Маркеталия был выделен в отдельную административную единицу 15 апреля 1924 года.

## Географическое положение

Муниципалитет Маркеталия

Город расположен в юго-восточной части департамента, в пределах горной местности Центральной Кордильеры, к западу от реки Гуарино, на расстоянии приблизительно 52 километров к северо-востоку от города Манисалес, административного центра департамента. Абсолютная высота — 1554 метра над уровнем моря.
Муниципалитет Маркеталия граничит на юго-западе с территорией муниципалитета Мансанарес, на северо-западе — с муниципалитетом Пенсильвания, на северо-востоке — с муниципалитетом Самана, на востоке  — с муниципалитетом Виктория, на юге — с территорией департамента Толима. Площадь муниципалитета составляет 90,3 км².

## Население
По данным Национального административного департамента статистики Колумбии, совокупная численность населения города и муниципалитета в 2024 году составляла 13 701 человек.
Динамика численности населения муниципалитета по годам:
| 2005   | 2010   | 2015   | 2020   | 2021   | 2022   | 2023   | 2024   |
| ------ | ------ | ------ | ------ | ------ | ------ | ------ | ------ |
| 14 798 | 14 921 | 14 992 | 13 443 | 13 464 | 13 547 | 13 627 | 13 701 |

## Экономика
Большинство трудоспособного населения занято в выращивании кофе, бананов, авокадо и маниока, а также в животноводстве и рыбоводстве.